# المركز الألماني لبحوث السرطان

رمز المركز Logo

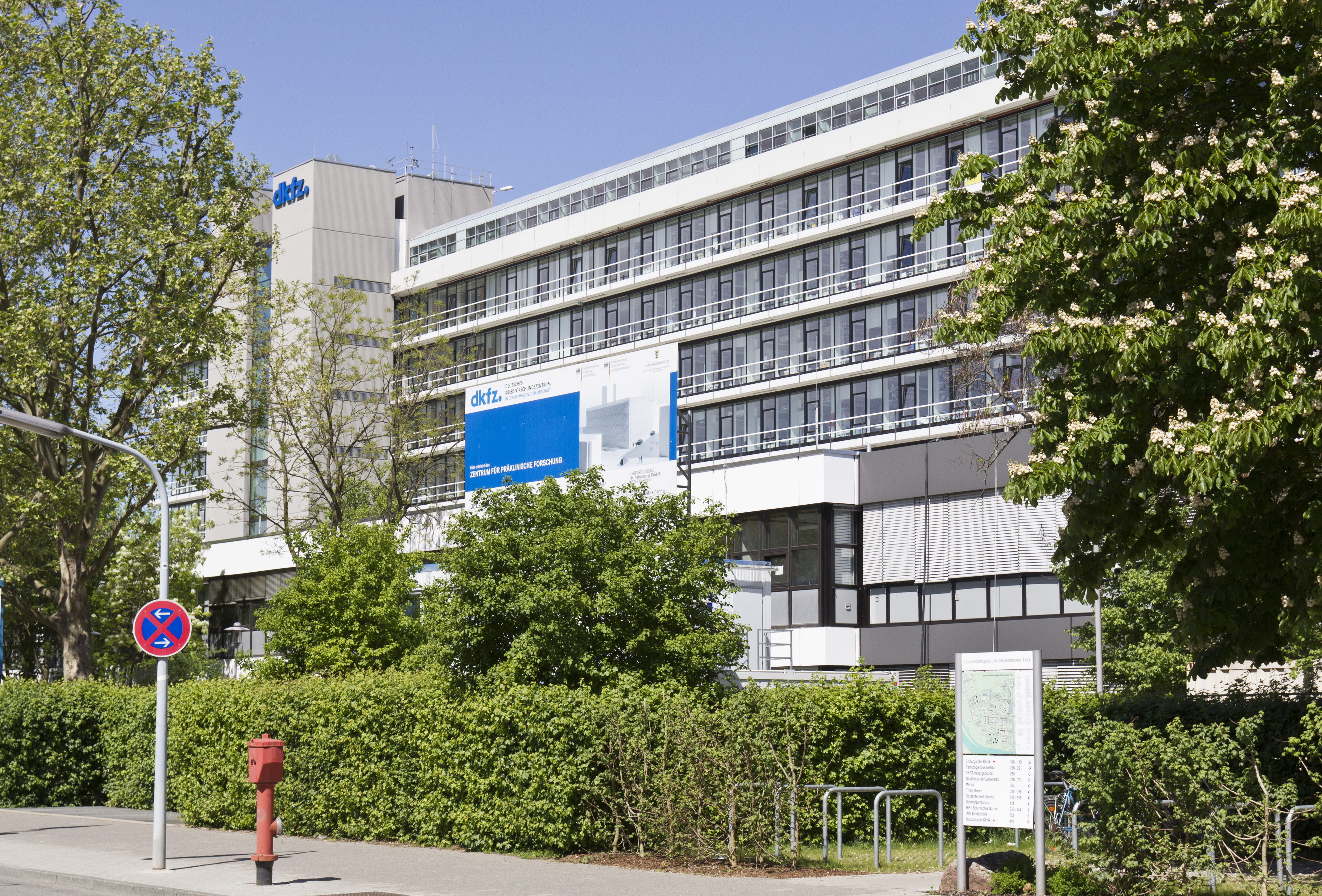
المبنى الرئيسي للمركز الألماني لبحوث السرطان بهايدلبرج.

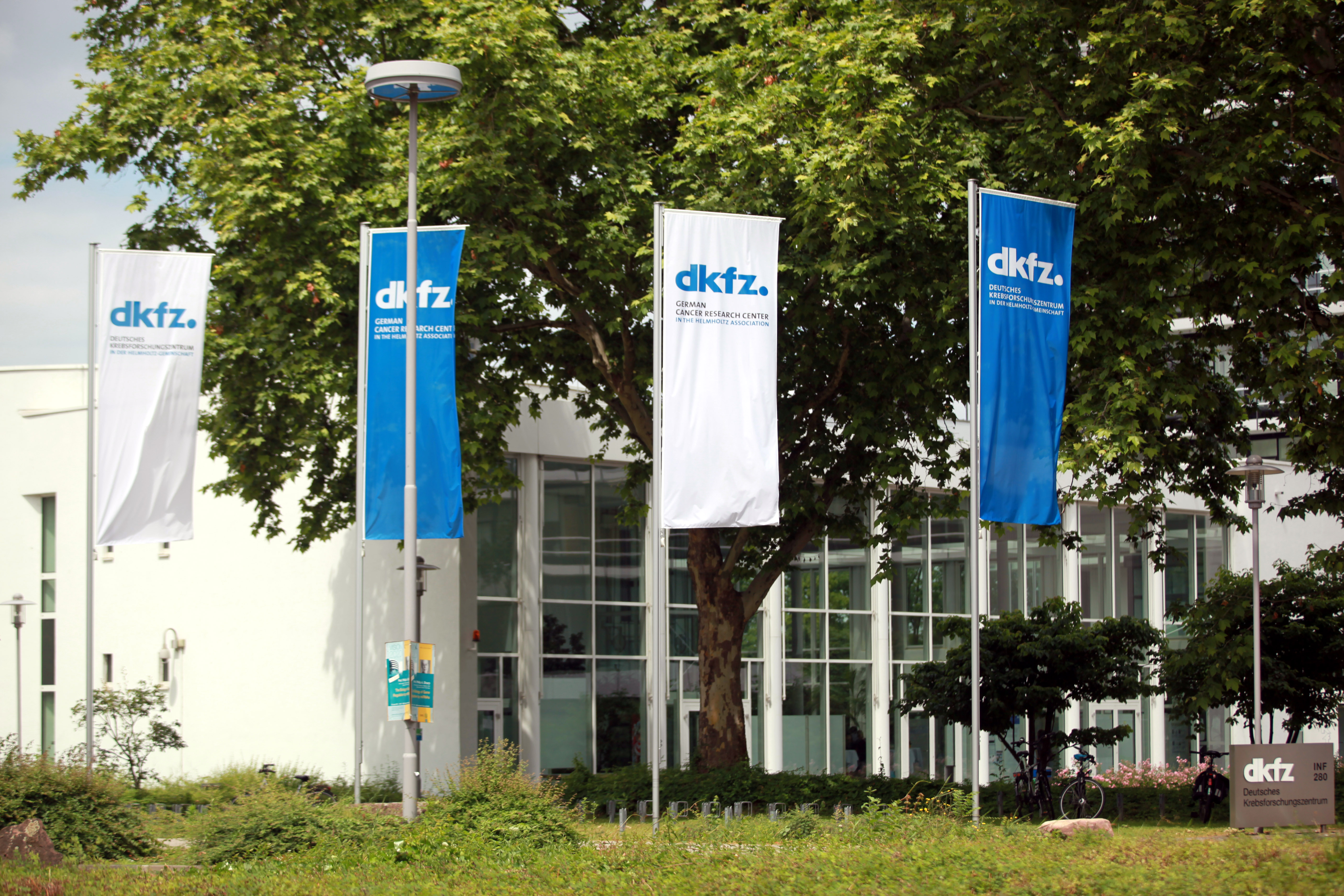
مركز الاستعلام التابع للمركز ، يقع بجانب المبنى الرئيس للمركز.

يوجد المركز الألماني لبحوث السرطانDeutsche Krebsforschungszentrum (DKFZ في مدينة هايدلبرج بألمانيا، وهو مؤسسة للبحوث الطبية والبيولوجية وفي نفس الوقت جمعية تبرعية لخدمة المجتمع .يشتغل فيه نحو 3000 من الباحثين موزعين على 90 قسم ومجموعات من الباحثين المتخصصين، يبحثون في موضوعات مثل نشأة السرطان وأي العوامل تساعد على تقليل خطر الإصابة به. وعلى أساس النتائج المكتسبة يطور الباحثون طرقا جديدة بالنسبة لتقليل خطر الإصابة بالسرطان، وطرق التشخيص وطرق علاج السرطان .
ينتمي المركز الألماني لبحوث السرطان إلى مجموعة مراكز هلمهولتز الألمانية للبحوث العلمية ومؤسسة البحوث الألمانية DFG ، وهم جميعهم مؤسسات مسجلة. أي قد تكون حكومية بالكامل أو يشارك في دعمها عدد من الممولين من المجتمع المدني، ولهذا فهي معفية من الضرائب.
يشترك المركز الألماني لبحوث السرطان DKFZ سويا مع المستشفى الجامعي بهايدلبرج في مجهودات المركز الوطني لأمراض الأورام هايدلبرج NCT.

## البحوث
يقوم الباحثون العاملون في ال 90 قسم بالبحوث في المواضيع الرئيسة التالية:
- بيولوجيا الخلايا وبيولوجيا الأورام
- بحوث الجينات من وجهتي الوظائف والتركيب
- عوامل االإصابة بالسرطان و طرق الوقاية
- مناعة الأورام
- طرق التصوير والعلاج بالأشعة
- العدوى والسرطان
- الطب المنقول

يتعاون مركزان لمنظمة الصحة العالمية (World Health Organization, WHO) مع المركز الألماني لبحوث السرطان بالنسبة إلى تأثير التدخين وطب العلاج النووي.
بين عام 1966 وحتى عام 1999 اجرى المركز DKFZ بحوثا في مفاعل نووي للأبحاث (مفاعل تريغا) TRIGA هايدلبرج . وفي صيف 2008 تم تشغيل جهاز تصوير للأورام Magnetic Resonance Temography تبلغ شدة مجالة المغناطيسي 7 تسلا لأغراض البحوث في مبنى مستقل.

## اقرأ أيضا
- مركز هايدلبرج للعلاج بشعاع أيونات
- علاج بالأشعة
- علاج بالبروتونات